# Гарри Поттер и методы рационального мышления
«Гарри Поттер и методы рационального мышления» (англ. Harry Potter and the Methods of Rationality, сокр. HPMOR) — роман рационалиста Элиезера Юдковского, фанфик по серии романов о Гарри Поттере. Книга адаптирует историю о Гарри Поттере, применяя научный метод в вымышленной вселенной Джоан Роулинг, и не требует знакомства с оригинальной серией. Публиковался главами в интернете с 2010 по 2015 год. Язык произведения — английский, однако роман переводился и на другие языки, включая русский, поклонниками-энтузиастами.
Сюжет романа охватывает первый год обучения Гарри Поттера в школе чародейства и волшебства Хогвартс и основан на событиях из оригинальных книг. Расхождение с оригиналом заложено ещё в предыстории: приёмная мать Гарри, Петуния Эванс, вышла замуж за университетского профессора, в результате чего ребёнок воспитывается в любящей семье и получает хорошее образование. К началу событий фанфика главный герой владеет методами научного познания мира и готов критически оценивать происходящие события.
Книга была тепло встречена публикой и критиками, а также заслужила положительные отзывы многих просветителей. Аудиоверсия книги дважды становилась финалистом Parsec Awards. В 2018 году прошёл краудфандинговый проект по публикации русского перевода книги на бумаге, собравший рекордную для российского краудфандинга сумму.

## Описание

### Отношение к канону
В то время как классический фанфик обычно подразумевает, что читатель уже знаком со вселенной и персонажами канона, и зачастую представляет собой сиквел, «Гарри Поттер и методы рационального мышления» является одновременно и переосмыслением оригинального произведения. Сам Юдковский при описании фанфика предпочитает вместо терминов «сиквел» и «переосмысление» использовать слова «параллельная вселенная». Он по-своему интерпретировал многие явления из канона в рамках внутренней логики мира. Читатель, не знакомый с оригинальной серией книг о Гарри Поттере, может воспринимать «Гарри Поттер и методы рационального мышления» как самостоятельное произведение. В то же время знакомство с каноном позволит лучше оценить глубину персонажей и обыгрывание сюжетных ходов канона и получить большее удовольствие от чтения.
Расхождение с фабулой оригинального произведения происходит задолго до описываемых в книге событий: так, Петуния Эванс выходит замуж не за Вернона Дурсля, а за оксфордского профессора Майкла Верреса, в результате чего их приёмный сын Гарри Джеймс Поттер-Эванс-Веррес растёт в любящей семье и получает отличное домашнее образование. К началу книги он уже хорошо разбирается в рациональном мышлении и готов применять научный метод при изучении магии. Это расхождение не является единственным, Юдковский пересматривает многие события, которые кажутся ему маловероятными. К примеру, он ставит под сомнение, что пожертвовавшая собой ради спасения ребёнка Лили Поттер силой своей любви сумела впервые в истории спасти человека от смертельного проклятия; отвергнув идею, что Лили каким-то образом любила своего сына больше, чем тысячи других матерей, он посчитал более рациональным предположить, что это не было смертельным проклятием вовсе. Особую роль играет Гермиона Грейнджер: она не только становится лучшим другом Гарри Поттера и занимает важное место в сюжете, но и фактически представляет в книге моральное начало.
Описываемые события происходят в течение первого года пребывания Гарри Поттера в школе Хогвартс, покрывая тот же промежуток времени, что и первая книга из серии Роулинг. Несмотря на это, в книге задействуются и упоминаются большинство тем и персонажей из всех семи книг серии: Гарри обнаруживает, что он змееуст; узнаёт о Тайной комнате; получает мантию невидимости; сталкивается с Маховиками времени, дементорами, фестралами, кентаврами и Дарами Смерти. В фанфике Гарри не участвует в матчах по квиддичу, считая его правила глупыми; их место занимают учебные боевые действия между учениками, устраиваемые профессором защиты от тёмных искусств.  Как отмечает специалист по фанатским произведениям Кэтрин Маккейн, результат нападения тролля на школу особенно сильно отводит историю от знакомого сценария, шокируя читателя.

### Особенности и проблематика
Автор отразил в действиях главного героя то, как он сам бы изучал магию, если бы столкнулся с ней; по этой и другим причинам многие читатели обвиняют его в использовании архетипа Мэри Сью. Юдковский в своём эссе о создании разумных персонажей выделяет первый уровень разумности, придающий их действиям минимально необходимую достоверность (способность анализировать происходящие события и самостоятельно принимать решения), второй уровень, когда решения, принятые персонажем на основании известной и ему и читателю информации — умные и эффективные, и третий уровень, когда персонаж способен научить читателя шаблонам эффективного мышления. Он считает главного героя своего романа персонажем третьего уровня разумности, чей интеллект превосходит интеллект автора. Он достигает этого, думая над проблемами, решаемыми героем за минуты, в течение нескольких недель.
В то же время роман, особенно начальная его часть, и в стиле, и в сюжете использует традиционные приёмы фан-фикшн-литературы, включая пародийность и интертекстуальность, иронически обыгрывая и текст-канон, и сами традиции фан-фикшн; ближе к финалу, однако, текст в целом уходит от пародийного стиля к более возвышенному. Книга содержит культурные отсылки к десяткам произведений в жанрах научной фантастики и фэнтези, аниме, играм. Встречаются пародийные элементы, критикующие решения оригинальных произведений: например, лорд Волан-де-Морт в фанфике замечает, что он очень хотел бы, чтобы его вымышленное имя было анаграммой настоящего, но это было бы возможно только в том случае, если его вторым именем было бы Марволо, а на самом деле его второе имя — Морфин. Этим эпизодом Юдковский привлекает внимание читателя к тому, насколько надуманным выглядит имя главного злодея, которое при перестановке букв начинает означать «Полёт смерти».
Не только Гарри Поттер, но и другие персонажи в романе выступают как более зрелые личности, чем в оригинальной серии книг. Так, показано, что недавняя война оставила на судьбе и характере персонажей, включая предводителя сил света Дамблдора, заметный отпечаток. Черты персонажей проявляются в том числе через их речь: несколько архаичное построение фраз и обращений в речи Драко Малфоя подчёркивает его аристократическое воспитание и уже имеющееся у него образование, а речь Гарри Поттера тоже указывает на образованность, но иного рода, и проникнута иронией.
Философское содержание романа включает размышления о нравственных вопросах (включая героизм, дружбу, диалектику добра и зла), рациональности, смерти (в духе трансгуманизма). Конфликт между добром и злом изображён в книге как борьба между знанием и невежеством. В то же время в романе утверждается ценность человеческой жизни. Роман объясняет читателю, что такое быть рациональным и как стать более рациональным: книга построена так, чтобы размышления главного героя оставались на виду читателя и он мог поучиться у них — в отличие от, например, произведений про Шерлока Холмса, в которых детали размышлений открываются только к концу произведения. Книга рассказывает о таких темах, как теория вероятностей, когнитивные искажения и эффективный альтруизм. В книге отражена и проблема предотвращения глобальных катастроф, которой посвящены многие работы Юдковского и его коллег по MIRI.

## Сюжет
См. также сюжет книги «Гарри Поттер и философский камень».
Накануне своего 11-летия Гарри Поттер получает письмо с приглашением в школу чародейства и волшебства Хогвартс. Встретив скептическое отношение приёмного отца, Гарри отправляет ответное письмо с просьбой прислать представителя Хогвартса. Приехавшая профессор Макгонагалл демонстрирует Гарри и его родителям существование магии. Она рассказывает, что когда Гарри был младенцем, его пытался убить тёмный лорд Волдеморт, но погиб сам.
Делая покупки для школы, Гарри Поттер знакомится с Драко Малфоем и заводит с ним дружбу; позже Гарри обнаруживает, что Драко, наследник влиятельного аристократического рода, не только умён и обаятелен, но и обладает неприемлемой с точки зрения современного цивилизованного человека моралью. По дороге в Хогвартс по совету Макгонагалл Гарри знакомится с вундеркиндом Гермионой Грейнджер. По прибытии в Хогвартс Гарри и Гермиона распределяются на факультет Когтевран.
В школе Гарри и Гермиона начинают соревнование по изучению предметов, а в свободное от учёбы время профессор защиты от тёмных искусств Квиринус Квиррелл устраивает учебные битвы армий; генералами армий первого курса становятся Гарри, Драко и Гермиона. Гарри становится известен в Хогвартсе как человек, который ведёт себя необычно для 11-летнего мальчика и может решать самые разнообразные проблемы буквально щелчком пальцев.
Параллельно с учёбой Гарри с друзьями начинает научную деятельность. Совместно с Гермионой Грейнджер ему удаётся обойти фундаментальное ограничение трансфигурации — невозможность частичного превращения объекта — с помощью мышления на уровне квантовой механики. С Драко Малфоем он ставит мысленные эксперименты, призванные найти причину угасания магии с течением времени; эти исследования постепенно меняют мировоззрение Малфоя. Когда в школу по инициативе преподавателя защиты от тёмных искусств приводят дементора для тренировки защитного заклинания Патронуса, Гарри пробует смотреть на него как на олицетворение смерти, а не олицетворение страха, в результате чего открывает усиленное заклинание Патронуса, убивающее дементоров.
В феврале к Гарри Поттеру обращается профессор Квиррелл, с которым Гарри успевает завести дружбу, с просьбой помочь устроить побег ближайшей сподвижницы Волдеморта Беллатрисы Блэк из охраняемой дементорами магической тюрьмы Азкабана, убедив его, что она невиновна. Поколебавшись, Гарри соглашается. Побег из Азкабана вызывает большое беспокойство в обществе волшебников.
В начале апреля в школу прибывают авроры — представители охраны правопорядка магического мира, которые арестовывают Гермиону по подозрению в покушении на убийство Драко Малфоя. Явившемуся на суд Гарри удаётся спасти Гермиону от Азкабана, выплатив взамен всё своё состояние и ещё оставшись в должниках у Люциуса Малфоя, отца Драко. В середине апреля на школу нападает тролль, в результате чего Гермиона Грейнджер погибает. Гарри заключает с Люциусом контракт, согласно которому долг Гарри прощается, и они договариваются найти убийцу вместе.
К середине июня Гарри вычисляет в Квиррелле лорда Волдеморта. Квиррелл берёт в заложники Гарри и приказывает ему достать хранящийся в Хогвартсе философский камень, пообещав воскресить с помощью него Гермиону. Волдеморт рассказывает, что личность Гарри — отпечаток личности самого Волдеморта, что объясняет необычайную для маленького мальчика способность оперировать сложными идеями, а также изначальный интерес Квиррелла к Гарри. Тёмного лорда пытается остановить директор Дамблдор, но терпит неудачу. Получив философский камень, Волдеморт возвращает себе своё тело, воскрешает согласно обещанию Гермиону, делает её практически неуязвимой, призывает с помощью отрезанной руки Беллатрисы своих соратников Пожирателей смерти и берёт Гарри в кольцо, намереваясь уничтожить его после того, как вытянет из него всю полезную информацию. Все эти действия Волдеморт совершает, чтобы предотвратить исполнение связанного с Гарри Поттером апокалиптического пророчества. Гарри использует частичную трансфигурацию, чтобы превратить кончик своей волшебной палочки в углеродные нанотрубки, с помощью которых он обезглавливает Пожирателей смерти и обезвреживает лорда Волдеморта (убить его не представляется возможным из-за многочисленных крестражей).
В финале выясняется, что перед Гарри и его друзьями стоит новая задача, более важная и масштабная, чем совершившаяся победа над Волдемортом — сохранить человечество, несмотря на предсказанный пророчествами конец света неизвестной природы.
— Что бы ты делал с вечностью, Гарри?

— Я бы встретился со всеми интересными людьми в мире, прочитал все хорошие книги и написал что-нибудь ещё лучше, отпраздновал десятый день рождения первого правнука на Луне, отпраздновал сотый день рождения первой пра-пра-правнучки около колец Сатурна, узнал глубочайшие и окончательные Законы Природы, понял природу сознания, выяснил изначальный смысл существования всего на свете, посетил дальние звёзды, обнаружил инопланетян, создал инопланетян, сходил на вечеринку на другой стороне Млечного Пути, когда мы исследуем его вдоль и поперёк, понаблюдал вместе со всеми родившимися на Старой Земле за угасанием Солнца, и раньше я боялся, что не найду способа покинуть эту вселенную прежде, чем в ней закончится негэнтропия, но с тех пор, как я обнаружил, что так называемые законы физики — всего лишь условные утверждения, надежды у меня гораздо больше.

## Создание
Элиезер Юдковский считает, что чем более человек рационален, тем проще ему достигать своих целей. Для того, чтобы помогать людям учиться мыслить рационально, он основал сообщество LessWrong, выросшее в движение рационалистов, и написал серию статей о рациональности и других темах. Книга «Гарри Поттер и методы рационального мышления» была написана для дальнейшего распространения и популяризации идей рациональности.
Первая глава произведения была опубликована 28 февраля 2010 года на сайте FanFiction.Net; в качестве псевдонима Юдковский использовал название своего блога — Less Wrong. Книга писалась в течение пяти лет (с перерывами), последняя 122-я глава была опубликована 14 марта 2015 года. За это время фанфик обрёл популярность, тысячи подписчиков на Reddit, более 26 000 отзывов на FanFiction.Net и созданную фанатами-энтузиастами аудиокнигу. Размер книги в оригинале составляет более 660 тысяч слов, что соответствует примерно двум тысячам страниц печатного текста. Год выхода законченной версии фанфика — 2015, через 8 лет после выхода книги «Гарри Поттер и Дары Смерти» — способствовал росту его популярности, так как поколение, выросшее на книгах про Гарри Поттера, повзрослело и стало готово смотреть на серию книг от Роулинг более критично. Произведение Элиезера Юдковского не было первой попыткой использовать вселенную поттерианы для популяризации науки: так, в 2002 году вышла книга «Гарри Поттер и наука» (англ. The Science of Harry Potter: How Magic Really Works) журналиста Роджера Хайфилда, однако широкой популярности она не получила.
По словам Юдковского, он читал много фанфиков по вселенной Гарри Поттера, в результате чего сюжет его будущей книги возник в его голове сам собой. По его мнению, Джоан Роулинг «придумывала правила магии на ходу», и это бросает уникальный вызов для персонажа-учёного. Размышляя впоследствии над результатами работы, он отметил, что вселенная поттерианы представляет очень богатое окружение для внимательного мыслителя, кроме того, огромное число потенциальных читателей должны быть с ней в какой-то мере уже знакомы. Сама Роулинг не возражает против использования её вселенной в произведениях фанатов до тех пор, пока их распространение не становится коммерческим.
По мере публикации книги Юдковский ставил перед читателями задачи, заставляя их критически мыслить и использовать рациональное мышление для понимания сюжета. Ярче всего это проявилось в кульминации произведения: в 113-й главе «Последнее испытание» (англ. Final Exam) главный герой оказался в окружении Пожирателей смерти, готовых убить его за любое неверное движение; в конце главы Юдковский оставил обращение к читателям, начинающееся со слов «Это ваше последнее испытание» (англ. This is your final exam), в котором он предложил догадаться, как Гарри Поттер сможет спастись, пообещав продолжить произведение, если кто-нибудь из читателей пришлёт рабочее решение, или прервать книгу «коротким и печальным концом», если правильный ответ не придёт в течение 60 часов. Кэтрин Маккейн в своей работе для книги Prequels, Coquels and Sequels in Contemporary Anglophone Fiction называет это наказанием на случай, если читатели так и не научились применять рациональное мышление в критических ситуациях после 113 глав обучения. Читатели прошли испытание, и история получила полноценную развязку.

## Русское издание
Поклонники переводили фанфик на другие языки. IT-менеджер Дмитрий Новицкий в 2011 году начал русский перевод и выложил первые главы на русскоязычных фанфик-площадках. После этого к проекту начали присоединяться энтузиасты, желавшие принять участие в переводе. По словам Дмитрия, 5—6 человек из присоединившихся образовали костяк, работавший над переводом до самого конца. Работа велась в Google Docs. Переводчики делали черновой перевод главы, оставляя комментарии в сложных местах — на одну главу приходилось до 100—150 комментариев, — после чего в течение недели обсуждали их и формировали окончательный перевод, который отсылался корректорам. Последняя глава была переведена в феврале 2016 года, но вычитка и корректировка перевода на этом не остановилась.
Помимо русского, существуют полные переводы на китайский, индонезийский, французский, испанский, итальянский, украинский языки и на иврит. Русский перевод был в 2014 году отмечен автором как «наиболее впечатляющий».
С июля по сентябрь 2018 года на платформе Planeta.ru были собраны средства на некоммерческий проект по печати русского перевода произведения в трёх томах. Целью краудфандингового проекта его авторы назвали «популяризацию здравомыслия, идей рационального мышления и эффективного альтруизма». Необходимая сумма в 1,086 миллиона рублей была собрана в течение первых 30 часов, а всего проект собрал более 11,4 млн руб. (приблизительно 175 000 долларов США на момент окончания сборов), благодаря чему ненадолго установил рекорд в российском краудфандинге, побив сумму, которую собрал альбом «Эксцесс» группы «Алиса», однако на следующий день уступив проекту по выпуску настольной игры «Мрачная гавань». В результате этот проект стал самым массовым среди многочисленных проектов по печати книги «Гарри Поттер и методы рационального мышления» в бумаге: до этого книгу неоднократно печатали, однако гораздо меньшими тиражами, в том числе и в России, где часть переводчиков выпустила бумажный вариант перевода совместно с проектом «Баловство». По словам Михаила Самина, автора краудфандингового проекта, «Юдковский отнёсся к затее положительно», однако популярность проекта стала для него большой неожиданностью. Специально для русскоязычного издания Элиезер написал предисловие, которое вошло в первый том. Вёрстку русского издания выполнил бывший главный редактор «Мира фантастики» Лин Лобарев. Экземпляры книг, напечатанные за счёт сэкономленных при увеличении тиража средств, были переданы библиотекам и подарены победителям олимпиад для школьников. Контролировать прозрачность расходования собранных средств взялся Фонд борьбы с коррупцией.
Успех краудфандинговой кампании побудил издательство «Эксмо» начать переговоры с агентами Джоан Роулинг на тему официального издания фанфика в России, однако Роулинг выступает принципиально против любого использования фанфиков на её произведения в коммерческих целях.

## Реакция
Вакаша Сачдев из Hindustan Times в своём обзоре фанфика отмечал малое количество сюжетных дыр, связность повествования, проработанного злодея, который не «превращается в жалкую карикатуру» к концу произведения, и огромное количество культурных отсылок. По его словам, при чтении этой книги не возникает ситуаций, когда хочется стать автором, чтобы предотвратить совершаемую героями очевидную глупость и предложить им простое решение проблемы; кроме того, персонажи задают те вопросы, которые должны были задать ещё в оригинальных книгах. С другой стороны, по его мнению, язык и сюжет книги не лишены недостатков. Джозеф Симмонс в журнале консервативной организации Witherspoon Institute пишет, что хотя книга интересна, но многие действия Гарри и философия трансгуманизма в целом — морально сомнительны, герой стремится к могуществу, а не к познанию и добродетели, некоторые повороты сюжета неправдоподобны, а аргументы противников бессмертия представлены в книге более неубедительными, чем они есть в реальности. Кэтрин Маккейн в книге Prequels, Coquels and Sequels in Contemporary Anglophone Fiction называет роман «вероятно, лучшей книгой, о которой вы никогда не слышали». Журнал Time назвал роман «Гарри Поттер и методы рационального мышления» одним из самых известных фанфиков по «Гарри Поттеру» — вторым после незавершённого Harry Potter and the Nightmares of the Future Past.
Многие просветители положительно отозвались о «Гарри Поттере и методах рационального мышления». Фанфик был высоко оценён, в частности, известным писателем-фантастом Дэвидом Брином, основателем Open Source Initiative Эриком Рэймондом, интернет-активистом Аароном Шварцем, лауреатом премии «Просветитель» Александром Панчиным. Говоря о книге, Панчин заметил, что она «блестяще написана, в ней прекрасный сюжет и при этом она популяризует абсолютно здравые, правильные идеи. Не заезженные клише, не чёрно-белую мораль и не глупость под видом философской мудрости».
Созданная энтузиастами аудиокнига дважды — в 2015 и 2016 годах — становилась финалистом Parsec Awards в номинации «Best Speculative Fiction Story».
Написанием фанфика «Гарри Поттер и методы рационального мышления» Юдковский систематизировал, хотя и не изобрёл, жанр рациональной фантастики (англ. rationalist fiction или rational fiction). На этот роман и в его духе было написано множество фанфиков, 25 из них представлены на его официальном сайте. Книга вдохновила фанатов на фан-арты, косплей и даже сочинение музыки; часть этого творчества также представлена на сайте. Произведение вызвало многочисленные споры среди читателей, найдя как поклонников, так и недовольных либо трактовками произведений Роулинг, либо авторским замыслом и стилем. Дэниел Снайдер в статье для The Atlantic отметил, что роман «устроил бурю в фанфик-сообществе, вызвав как осуждение, так и похвалу». Екатерина Кориненко из газеты «Известия» отмечает, что «Гарри Поттер и методы рационального мышления» стал первым «выстрелившим» фанфиком, сконцентрированным не на романтических переживаниях, а на научных знаниях.

## Комментарии
1. ↑  Этой теме в значительной степени посвящены кульминационная глава 113 и раскрывающая подоплёку многих событий сюжета глава 119.